# Robert Rubenson

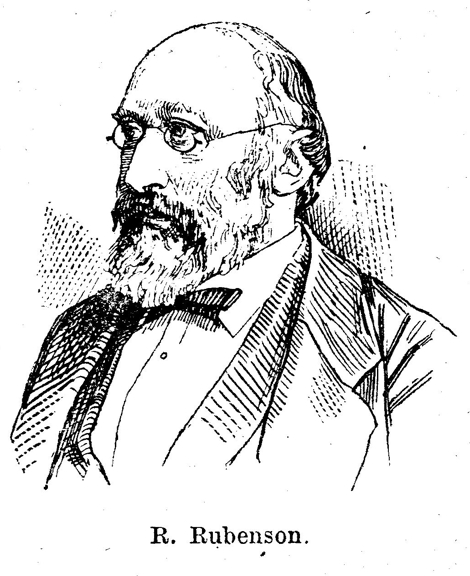
Retrato de R. Rubenson

Robert Rubenson (Estocolmo, Suecia, 10 de abril de 1829-14 de octubre de 1902) fue un físico y académico sueco.

## Biografía
Estudió en Upsala y fue profesor de matemáticas del Liceo de la misma ciudad. Rubenson hizo investigaciones sobre la polarización de la atmósfera en Roma.
En 1860 construyó un polarímetro para examinar la luz del cielo.
Fue director de la Observación meteorológica de Upsala en 1865 y desde 1873 director de la Estación meteorológica central.

## Publicaciones
- La polarisation atmosph. (1864)
- Observations météorol. horaires, exécut. (1865-1868)
- Är det möjligt att förutsäga väderleken? (1869)
- Redactó el Bulletin Météorologique d'Upsala (1869-1872)
- Orsakerna till temperaturens olïkhet på olika delar af jorden (1872)
- Psykrometerns skötosel (1873)
- Vägledning vid begagnande af Meteorologiska Central-anstaltens väderlekskartor (1874)
- Om nederbördsmängden i Sverige etc. (1874)
- Om temperatur och fuktighetsförhållanden i de nedersta luftlagren vid daggens bildande (1875)
- Catalogue des aurores boréales observées en Suède (I-II, 1879-82)
- Handbok i nautisk meteorologi (1880)
- Revista Meteorologiska Jakttagelser i Sverige desde el tomo 15 (1888)

Además, publicó muchos otros trabajos de meteorología en varias revistas científicas.